# Dead Space 3
Dead Space 3 è un videogioco di tipo sparatutto in terza persona a tema survival horror fantascientifico, sviluppato da Visceral Games, seguito di Dead Space 2. Annunciato il 4 giugno 2012 all'E3 2012 da Electronic Arts per PC, Xbox 360 e PlayStation 3, è stato pubblicato in Europa l'8 febbraio 2013.

## Trama
Dopo un breve riassunto degli avvenimenti dei precedenti episodi e sulla storia antecedente (eventi di Dead Space 2), il gioco si apre su Tau Volantis, un pianeta coperto interamente dal ghiaccio con una luna dalla forma irregolare, in cui i soldati dello S.C.A.F. (Sovereign Colonies Armed Force) Tim Kaufman e Sam Ackerman stanno tentando di recuperare un misterioso oggetto chiamato Codex per il dottor Earl Serrano. Lungo il percorso, vengono attaccati da alcuni necromorfi ed Ackerman viene ucciso da una valanga. Kaufman, rimasto da solo, torna alla base, trovando la sua squadra uccisa all'esterno del complesso. Riferisce quindi l'esito della missione al suo comandante, il generale Mahad, che inaspettatamente lo uccide. Mahad cancella quindi tutti i dati all'interno del Codex e si suicida dopo aver salutato la bandiera dello S.C.A.F..
Duecento anni più tardi, al giorno d'oggi rispetto alla cronologia della storia di Dead Space, Isaac Clarke vive in segreto su una colonia lunare, New Horizon. Nei due mesi successivi all'incidente sulla stazione Sprawl, lui ed Ellie Langford hanno avuto una relazione terminata poco più tardi. Nel suo nascondiglio irrompono il capitano Robert Norton ed il sergente John Carver, i quali hanno bisogno del suo aiuto per trovare Ellie e la sua squadra. I tre vengono attaccati dai soldati di Unitology: Norton spiega ad Isaac che la Chiesa di Unitology ha praticamente rovesciato il Governo Terrestre. Il leader della setta, Jacob Danik, riesce a catturare Clarke ed attiva un Marchio all'interno della colonia, causando un'epidemia di necromorfi. Clarke riesce a fuggire ed il trio scappa a bordo della USM Eudora, la nave di Norton.
Norton riesce a rintracciare l'ultima trasmissione di Ellie vicino a Tau Volantis, trovando i resti di alcune navi risalenti a 200 anni prima. Giunti attraverso l'iperspazio a destinazione, l'Eudora subisce gravi danni a causa delle mine lasciate nell'orbita del pianeta dalle navi S.C.A.F.. Isaac e l'equipaggio riescono ad evacuare la nave e a raggiungere una nave abbandonata, la CMS Roanoke, dalla quale proviene un segnale di SOS. Il gruppo scopre ben presto che la nave è infestata dai necromorfi, ma riescono a salvare il "Marker Team", che consiste in Ellie, Jennifer Santos e Austin Buckell. Isaac scopre della relazione fra Norton ed Ellie. Il protagonista viene quindi inviato da Ellie negli alloggi dell'ammiraglio a bordo della Roanoke, trovandoli tappezzati da rune uguali a quelle trovate sul Marchio. Lì, Isaac viene a sapere che Tau Volantis è il pianeta d'origine del Marchio e che la spedizione fallita 200 anni prima aveva trovato nel sottosuolo una macchina capace di controllare i necromorfi. Ellie ed Isaac, spronato da quest'ultima, concordano nel guidare la squadra sulla superficie del pianeta e ricostruire questa macchina, nonostante le proteste di Norton, il quale pensa che un simile tentativo sarebbe una missione suicida. Il Marker Team trova e ripristina uno shuttle per tentare il rientro atmosferico. Durante la discesa le mine ed il campo di detriti intorno al pianeta causano però gravi danni alla navetta, e la cabina di pilotaggio si divide all'interno dell'atmosfera, separando Isaac dal resto dell'equipaggio.
Isaac cerca quindi di raggiungere gli altri: riesce però solo a trovare Buckell ferito, che ha scelto di rimanere indietro a causa di una carenza di tute per le temperature fredde. Riesce comunque ad indicare ad Isaac una base vicina, dove Ellie, Santos, Carver e Norton si sono raggruppati, prima di morire di ipotermia. Una volta riunitosi agli altri, il gruppo decide di rintracciare la macchina, così come scoprire tutta la storia dietro gli eventi accaduti sul pianeta: una registrazione del generale Mahad rivela infatti che lo S.C.A.F. aveva scoperto degli alieni sepolti sotto la superficie del pianeta e che aveva fatto alcuni esperimenti su di essi. Quando si verificò un'epidemia di necromorfi, il personale del pianeta sabotò tutto per contenere la diffusione dei mostri sotto ordine del generale Mahad che diede infine ordine di suicidarsi a tutti soldati e civili distanziati nei pressi di Tau Volantis. Il gruppo si trova però ben presto braccato da Danik e i suoi uomini, così come il pessimismo di Norton e la sua ostilità crescente verso Isaac, che vede come rivale in amore verso Ellie. La disputa arriva al culmine quando Norton tradisce Clarke, offrendo lui a Danik in cambio di una navetta e della libertà. Danik però cambia i piani, preferendo uccidere tutti e tre, ma il combattimento viene interrotto dall'arrivo di un gigantesco necromorfo, il Nexus. Liberatisi del mostro e seminato Danik, Norton continua nella sua ostilità verso il protagonista, incolpando Isaac per ogni disgrazia avvenuta durante la missione. Clarke, con Carver come testimone, è costretto a uccidere il capitano per legittima difesa.
Isaac, Ellie, Carver e Santos, ora gli unici membri del team, si incamminano quindi per un impianto scientifico abbandonato situato sul fianco di una montagna ghiacciata (da notare che questa parte del gioco ha una forte somiglianza iniziale con la prima parte del libro Alle montagne della follia dello scrittore horror americano Howard Phillips Lovecraft, di cui vi è anche una traccia musicale creata apposta dai compositori per questo capitolo con un nome analogo). Santos ha infatti trovato alcune informazioni sul Codex che riconducono a quella struttura, create da qualcuno di nome Rosetta. Proprio lei rimane uccisa durante la salita da un necromorfo alieno, ma gli altri membri riescono a trovare e a rimontare Rosetta, che per ragioni sconosciute è stata tagliata in sezioni, alcune delle quali sono state utilizzate dal Dr. Serrano per i suoi studi duecento anni prima degli eventi di Dead Space. Il rimontaggio rende quindi chiaro che Rosetta è un alieno, e che da lei (o da esso) Isaac guadagna una chiarezza definitiva sulle sue visioni: Tau Volantis non è il mondo natale del Marchio, ma di questi alieni, che in passato, come l'umanità, avevano scoperto i Marchi e che li avevano diffusi in tutta la via lattea, per colpa dei quali sono anch'essi stati infettati e che ora si trovano come i necromorfi umani sulla superficie del pianeta. Inoltre, Isaac scopre attraverso la visione che la luna del pianeta è artificiale: durante la convergenza attivata dai Marchi i corpi di tutti gli esseri viventi vennero ammucchiati in un punto del cielo e divennero un solo gigantesco essere, il che spiega la frase "Rendici uno" che gli umani infetti ripetono in modo ossessivo. Isaac scoprirà tramite gli audio log lasciati dal Dottor Serrano che questi alieni trovarono il loro primo Marchio sul loro pianeta da una precedente civiltà chiamata da essi come Antichi (omaggio aggiunto dagli sviluppatori alle divinità lovecraftiane chiamate allo stesso modo).
Il messaggio "Spegnila", che Isaac aveva trovato negli appartamenti dell'ammiraglio, altro non è che un comando degli stessi Marchi, che desiderano che la macchina venga disabilitata così che gli esseri di tutta la galassia diventino uno durante la convergenza. Gli alieni, per impedire che la Luna fosse completata e salvare la galassia, costruirono una macchina manovrata dal Codex che congelò all'istante il pianeta fermando la Convergenza. Clarke capisce quindi lo scopo della missione, ma nello stesso momento viene circondato da Danik ed i suoi uomini, i quali avevano invaso la stanza mentre Isaac era in trance. Danik prende possesso del codice e fugge quando i suoi uomini vengono eliminati da Isaac e gli altri. Ellie, rivelando il suo amore per Isaac, rimane indietro per permettere al protagonista e a Carver di fuggire ed inseguire Danik.
Durante la discesa verso le profondità del pianeta, nelle quali la macchina attende, Isaac e Carver trovano alla fine della discesa un video log creato dal Dr. Serrano, il quale rivela che vi sono più Lune sparse per la galassia oltre a quella di Tau Volantis e che con il Codex è possibile usare la macchina per riprendere la Convergenza, ma anche per completare il congelamento del pianeta e distruggere la luna. I due riescono a sottrarre il codex a Danik durante una colluttazione, ma arrivati alla macchina, si ritrovano a fronteggiarlo con Ellie presa in ostaggio. Clarke, conscio che il suo acconsentire implicherebbe la morte di tutti e non solo di Ellie, rifiuta, ma Carver, in cerca di redenzione per l'aver lasciato morire Santos pur non di esporsi al rischio, cede e consegna ingenuamente il dispositivo. Danik disattiva la macchina e ripristina la Convergenza, ma viene ucciso subito dopo da alcuni detriti (nati dalla forte scossa tellurica dovuta al ripristino), non avendo così modo di vedere l'effettivo esito delle sue azioni. Isaac, in un ultimo disperato tentativo di fermare il processo, ordina ad Ellie di fuggire a bordo di una navetta e di non tornare, poi, con l'aiuto di Carver, cerca di riconfigurare la macchina e spegnere i Marchi una volta per tutte. I due riescono nell'impresa, e la Luna si sfalda sulla superficie di Tau Volantis, sancendo la fine dell'influenza dei Marchi sul pianeta. Intanto Ellie, osservando il tutto dallo spazio sovrastante Tau Volantis, cerca di contattare Isaac e Carver tramite la sua trasmittente, ma, dopo vani tentativi, raggiunge la consapevolezza che i due non sono sfuggiti alla collisione sul pianeta. Rassegnata, Ellie imposta la rotta della nave verso la Terra e si allontana. Dopo i titoli di coda, vi è un breve audio log di Isaac, il quale cerca di ricontattare Ellie, suggerendo che è sopravvissuto allo schianto.
Awakened : questo capitolo DLC funge da prosieguo della storia di Dead Space 3. Isaac e Carver riescono miracolosamente a salvarsi dopo lo scontro con la Luna, quindi cercano di recuperare una navetta unitologista per tornare sulla Terra, convinti che l'incubo legato ai Marchi sia finito. I necromorfi non sono però per nulla sconfitti; Isaac infatti si imbatterà nel cadavere di Norton divenuto mostro e comprenderà che la minaccia non è ancora cessata. Inizierà, inoltre, di nuovo a soffrire di allucinazioni e verrà contattato direttamente dalle altre Lune sparse per la galassia, che allertate da quella distrutta da Isaac, gli ordinano telepaticamente di condurle alla Terra.
Isaac e Carver trovano una navetta, ma non può raggiungere la Terra in quanto non ha il modulo per viaggiare alla velocità della luce; decidono quindi di raggiungere la nave Terra Nova, dove si sono rifugiati gli unitologisti, per cercare uno di questi moduli. Sulla nave, uno degli unitologisti, chiamato 'Il profeta', sta giudicando i fedeli tagliando loro mani, testa oppure orecchie. Le Lune cercheranno nel frattempo di sconvolgere la mente di Isaac con diverse allucinazioni, molte delle quali riguardanti questo individuo o addirittura Carver stesso, tant'è che Isaac in un primo momento tenterà di distruggere la nave e di uccidere Carver. Riesce, tuttavia, a liberarsi dall'influenza delle Lune e scopre che esse sanno già dove si trova la Terra e stanno cercando di impedire ai due di avvertirla in tempo.
Dopo aver recuperato la stabilità mentale e aver riparato la nave, Isaac e Carver si dirigono subito verso la Terra, ma scoprono che le Lune hanno già raggiunto il pianeta e hanno iniziato l'invasione. Il capitolo si conclude con Isaac e Carver che si schiantano su una delle Lune mentre le sorti di Ellie sono ancora ignote.
Alla fine dei titoli di coda, si sente Isaac che chiama Ellie dalla radio, facendo intuire che è sopravvissuto ancora una volta.

## Modalità di gioco
Dead Space 3, rispetto al predecessore, che proponeva una struttura di gioco pressoché identica al primo episodio, introduce alcune novità rilevanti. Innanzitutto si tratta del primo capitolo ambientato principalmente su un pianeta. Vi è poi la modalità drop-in drop-out co-op, esclusivamente online, che permette ad un secondo giocatore di prendere parte alla missione nei panni di John Carver: Al di fuori della co-op Carver non farà alcuna comparsa se non nelle scene di intermezzo, quindi Clarke dovrà agire da solo come al solito in giocatore singolo.
La seconda novità è la possibilità di costruire e modificare armi personalizzate usando risorse e componenti raccolte sul campo di battaglia, dando modo di mostrare le capacità di Isaac, ingegnere per professione, senza abbandonare la possibilità di comprare armi complete usando gli appositi schemi. Il sistema dei nodi energetici è stato abbandonato in favore dei circuiti che permettono di aumentare o diminuire le caratteristiche delle armi come danno o cadenza di fuoco e aggiungere effetti secondari al fuoco primario e secondario.
La terza novità consiste nella presenza di avversari umani, i soldati di Unitology capeggiati da Jacob Danik, che durante l'avventura cercheranno più volte di uccidere Isaac. Insieme ad essi è stato introdotto un sistema di coperture: Isaac si chinerà automaticamente se si trova dietro un oggetto di medie dimensioni, ed è possibile schivare gli attacchi effettuando capriole in ogni direzione. È stato introdotto un termometro della temperatura corporea che si attiva durante le esplorazioni del pianeta privi di tuta isolante, ed ha la stessa funzione dell'indicatore d'ossigeno.
Le armature di Isaac e di Carver sono estremamente sensibili alle condizioni ambientali e ai danni: la prolungata esposizione alle temperature artiche di Tau Volantis fa sì che le corazze dei personaggi si ricoprano di ghiaccio (questo accade anche in caso di gravi ferite). Similmente al primo capitolo di Dead Space, i danni subiti dai nemici sono quasi sempre visibili con schizzi di sangue o tagli e ferite diffuse.
Infine vi sono missioni secondarie che se completate offrono larghe ricompense che aiutano il giocatore nello svolgimento della missione principale. Le navi orbitanti attorno a Tau Volantis sono completamente esplorabili, indipendentemente dalle missioni ad esse legate: la Roanoke, la Greely e la Terra Nova possiedono degli obiettivi secondari da portare a termine, mentre la Brusilov non è direttamente legata alla trama. Inoltre, se si gioca in co-op, Carver dovrà affrontare le allucinazioni causategli dal Marchio e verrà proiettato in un mondo parallelo, presumibilmente la sua mente, molto simile a quello dove Isaac affronta Nicole in Dead Space 2, con l'aggiunta di immagini o oggetti della sua vita passata. Questa è l'unica parte del gioco in cui sono presenti i Pack neri. Mentre Carver è impegnato in questo mondo, Isaac dovrà proteggerlo nella realtà dagli attacchi nemici.
Dopo aver completato la prima volta la storia verranno sbloccate la Tuta da Ingegnere e la Tuta di sicurezza dello Sprawl, indossabili esclusivamente rispettivamente da Isaac e Carver, inoltre verranno sbloccate diverse modalità che cambiano le condizioni di gioco:
Nuova partita + : rigioca l'avventura alla difficoltà desiderata mantenendo sin dall'inizio i potenziamenti ottenuti nella partita precedente.
Estremo : il gioco verrà impostato in modalità difficile e si svolgerà in modo normale a parte il fatto che non sono concessi fallimenti, perdere la vita equivale a gameover e a dover ricominciare il gioco dall'inizio. Sblocca il modo retrò se completata, un filtro grafico che farà sembrare il gioco un adventure game anni 90.
Classico : il gioco è impostato su difficoltà difficile, non si può giocare in co-op, le armi possono solo essere acquistate usando gli schemi e il sistema di mira è impostato su classico. Sblocca l'arma Corna del diavolo se completata.
Sopravvivenza : il gioco è impostato su difficile, nel mondo di gioco non si trova nessuno strumento o potenziamento, solo risorse, ogni singolo equipaggiamento deve essere costruito al terminale di lavoro, è necessario quindi gestire saggiamente le risorse per potenziare RIG, armi o costruire munizioni e oggetti curativi.

## Personaggi principali
- Isaac Clarke: il protagonista della saga. Dopo gli eventi di Dead Space 2, decide di ritirarsi e di uscire dall'azione, tuttavia Ellie, con la quale aveva una relazione amorosa, decide di cercare un modo per distruggere i marchi, così i due si separano. Tempo dopo, mentre si nasconde ancora su una colonia lunare, viene raggiunto dagli agenti Norton e Carver che chiedono il suo aiuto per ritrovare Ellie. Nel doppiaggio italiano, è doppiato da Diego Baldoin.
- Ellie Langford: la protagonista femminile di Dead Space 2 e Dead Space 3. Dopo gli eventi del secondo episodio, instaurerà una relazione con Isaac, destinata a durare poco a causa della riluttanza di quest'ultimo a lottare di nuovo contro i marchi. Separatasi da Isaac incontrerà Robert Norton, il quale, deciso ad aiutarla instaurerà una nuova relazione con lei. Durante il gioco si riconcilierà con Isaac, nonostante una lunga lite con quest'ultimo quando questi sarà costretto ad uccidere Norton per autodifesa. Nel doppiaggio italiano, è doppiata da Greta Bortolotti.
- John Carver: il protagonista secondario dell'episodio, apparirà come personaggio secondario in singolo, in co-op sarà impersonato dal secondo giocatore. John è un soldato del governo terrestre deciso a distruggere i marchi dato che a causa di questi ultimi ha perso la sua famiglia. Insieme a Norton si unirà ad Ellie nella sua missione. Durante la trama John dovrà affrontare, proprio come fece Isaac in Dead Space 2, i fantasmi del suo passato e le allucinazioni causate dal marchio. Nel doppiaggio italiano, è doppiato da Silvio Pandolfi.
- Robert Norton: il capitano della USM EUDORA. Decide di prendere parte alla missione per salvare Ellie, e una volta ritrovata si opporrà più volte al prosieguo della missione, suggerendo invece di mettersi in salvo. Vedendo inoltre che Isaac ed Ellie cominciano a riavvicinarsi comincerà a provare una forte gelosia, decidendo di consegnare Isaac a Jacob Danik in cambio della salvezza. Verrà ucciso da Isaac mentre questi cerca di difendersi. Riapparirà resuscitato in necromorfo nel DLC Awakened. Nel doppiaggio italiano, è doppiato da Gianluca Iacono.
- Austin Buckel: membro del Marker Team di Ellie, aiuterà il gruppo ad atterrare su Tau Volantis, ma morirà di ipotermia poco dopo l'atterraggio d'emergenza, decidendo di rimanere indietro per mancanza di tute termiche. Nel doppiaggio italiano, è doppiato da Gianni Quillico.
- Jennifer Santos: membro del Marker Team di Ellie. Dopo essere atterrata su Tau Volantis, con l'aiuto di Isaac condurrà un esperimento vecchio di 200 anni grazie al quale individueranno la macchina aliena. Morirà precipitando con un ascensore attaccato dalla bestia delle nevi. Nel doppiaggio italiano, è doppiata da Daniela Fava.
- Jacob Danik: il principale antagonista dell'episodio è il capo della setta unitologista ed è la mente dietro numerosi attacchi contro il governo terrestre, volti alla liberazione dei marchi. Ostacolerà continuamente Isaac e dopo numerosi tentativi riuscirà a ad attuare la Convergenza usando la macchina aliena causando così il risveglio delle Lune. Morirà durante la Convergenza a causa di alcuni detriti del pianeta che lo trapasseranno da parte a parte. Nel doppiaggio italiano, è doppiato da Alberto Sette.
- Tim Kaufman e Sam Ackerman: due soldati dello S.C.A.F. che vennero incaricati dal dottor Serrano di recuperare il Codex per completare la macchina aliena. Falliranno nella missione a causa del generale Mahad, deciso a cancellare ogni traccia dell'operazione. Isaac troverà numerosi log lasciati dai due durante l'esplorazione di Tau Volantis.
- Generale Mahad: il comandante delle forze S.C.A.F. Quando scoprì che il dottor Serrano stava effettuando esperimenti illegali sui vari reperti di Tau Volantis, ignorando quale fosse il loro vero scopo, ritenne che le scoperte potessero mettere in pericolo l'umanità intera. Decise così di insabbiare l'intera spedizione sul pianeta, uccidendo chiunque si opponesse all'ordine, per poi suicidarsi cancellando così ogni scoperta effettuata sui marchi e su Tau Volantis. Nel doppiaggio italiano, è doppiato da Marco Pagani.
- Dottor Earl Serrano: uno scienziato che riuscì a scoprire i segreti più oscuri su Tau Volantis e sui necromorfi. Vedendo la drammaticità della situazione causata dal generale Mahad, decise di mandare i soldati Tim Kaufman e Sam Ackerman in missione per recuperare il Codex. Quando scoprì che i due avevano fallito, riuscì, nonostante l'operazione di insabbiamento, a salvare le istruzioni su come configurare correttamente la macchina aliena che verranno ritrovate e seguite da Isaac 200 anni dopo. Nel doppiaggio italiano, è doppiato da Daniele Demma.

## Nemici
In Dead Space 3 sono stati introdotti nuovi nemici, mentre i vecchi hanno subito un restyling estetico e acquisito nuove capacità.
- Soldati Unitologisti: avversari umani il cui arsenale migliorerà durante il gioco. Sono in grado di ripararsi, sparare con fucili automatici o a canne mozze, lanciare granate di stasi che rallentano il giocatore e di usare lanciarazzi; vi sono anche dei kamikaze che si lasciano esplodere per infliggere gravi danni. È possibile che durante gli scontri con loro i necromorfi facciano irruzione. Ovviamente, i mostri non si limiteranno ad attaccare Isaac, ma si scaglieranno anche sui soldati, dando ad Isaac la possibilità di ripararsi o approfittarne per attaccare entrambi gli schieramenti. Da considerare anche che i soldati uccisi saranno istantaneamente trasformati in necromorfi. Alcuni di loro si toglieranno spontaneamente la vita per donarsi ai necromorfi, pronunciando la celebre frase unitologista "Una mente, un corpo!"
- Slasher: il classico necromorfo presente dal primo capitolo, con due lame che gli crescono dalla schiena. Ora possiede una maggiore resistenza, velocità di movimento e molto spesso coglie di sorpresa il giocatore emergendo dalla neve o spuntando da dei bozzoli appesi al soffitto delle centenarie navi fluttuanti attorno a Tau Volantis. Ne esistono diverse varianti:
  - Spitter: variante dello Slasher capace di sputare acido dalla distanza, già presente nei capitoli precedenti.
  - Pregnant: variante dello Slasher con il ventre pieno di Swarmer, anch'esso già presente nei giochi precedenti.
  - Twitcher: presente sin da primo episodio, è una variante estremamente veloce dello Slasher, molto difficile da colpire se non si usa la stasi.
- Leaper: un altro vecchio nemico che presenta le stesse caratteristiche degli episodi precedenti: velocità, capacità di salire sulle pareti e movenze tipiche degli scorpioni.
- Lurker: altro nemico presente in tutta la serie, capace di arrampicarsi sulle pareti e di sparare proiettili velenosi dai suoi tre tentacoli dorsali. Da un textlog reperito nella Roanoke, si suppone che questi Lurker siano generati da cani infetti, e non da dei neonati come nei precedenti episodi.
- Weezer: nemico presente in Dead Space, assente in Dead Space 2 e riutilizzato in questo terzo episodio. Assolutamente immobile e indifeso, avvelena l'aria circostante rendendo necessario l'impiego delle scorte d'ossigeno.
- Alieno necromorfo: alieno nativo di Tau Volantis divenuto necromorfo, sostituisce il Bruto degli episodi precedenti. Ha movenze molto simili a quest'ultimo ed è in grado di rilasciare dei Crawler.
- Crawler: necromorfi che strisciano verso il giocatore per esplodergli addosso.
- Exploder: un altro necromorfo già presente. Si avvicina e usa la sua sacca esplosiva per autodistruggersi; una nuova variante a quattro zampe più veloce e resistente affiancherà il vecchio tipo.
- Puker: nemico introdotto in Dead Space 2. Molto resistente, vomita acido corrosivo e dalla distanza sputa mine acide che rallentano il giocatore.
- Feeder: nuovi nemici, completamente ciechi e che rimpiazzano i Pack di Dead Space 2. Dato che non possono vedere, è possibile superarli senza allertarli durante alcune fasi stealth, e combattono basandosi sulla superiorità numerica. Questi necromorfi sono gli abitanti dei centri dello S.C.A.F., che pur di non morire di fame a causa della scarsità delle razioni, furono costretti a cibarsi dei cadaveri infetti di altri necromorfi, causandone la lenta trasformazione in Feeder, come rivelato da un log di Sam Ackerman nel deposito dei viveri.
- Swarm: piccoli necromorfi che si attaccano ad Isaac cercando di trasformarlo in necromorfo. In Dead Space 3 sostituiscono l'Infector, infiltrandosi nei cadaveri per trasformarli in Waster o Slasher.
- Waster: nuovo nemico dalle apparenze umane, a tratti persino capace di parlare. Combatte usando asce o vari attrezzi come chiavi inglesi. Se danneggiato al torace o alle gambe, gli arti danneggiati vengono sostituiti da tentacoli che staccano una metà della creatura aumentando il danno e la velocità, e permettendogli sparare dardi avvelenati dai tentacoli stessi. Sembra che gli unici nemici ad esprimere un pensiero, per quanto semplice, siano i Waster: tra le grida e i sospiri si può udire una sola frase in inglese, "Speak your mind", che tradotto significa "Dimmi cosa pensi".
- Stalker: nemico introdotto nel capitolo precedente. Si nasconde dietro gli oggetti e carica contro il giocatore a sorpresa, agisce sempre in gruppo. Nel DLC Awakened è stata introdotta una nuova forma più potente.
- Cyst: creatura immobile attaccata alle mura o al pavimento il quale rilascia una mina esplosiva. Se il giocatore si avvicina troppo, la mina in questione può colpire Isaac o anche gli stessi altri nemici. Inoltre può essere afferrata con la telecinesi prima che esploda ed essere usata contro gli avversari.
- Guardian: vecchio nemico, ancorato alle pareti, uccide all'istante il giocatore se quest’ultimo si avvicina troppo. In modo simile ai capitoli precedenti, in cui rigettava cisti dotate di un tentacolo, ora è in grado di rilasciare degli Swarmer.
- Nexus: un gigantesco alieno nativo di Tau Volantis divenuto un'Unica Mente a causa dell'infezione necromorfa. Isaac e il suo gruppo ne sezioneranno uno durante l'avventura per scoprire l'origine del segnale del Marchio, tuttavia scopriranno che il secondo esemplare tenuto sotto custodia 200 anni prima si è liberato, distruggendo buona parte del centro di ricerche. Il mostro non tarderà a presentarsi durante una sparatoria con gli unitologisti, attaccando Isaac usando le sue zampe, sputando cisti che, se non distrutte, daranno vita a dei Feeder o esploderanno se avvicinate troppo. Durante il combattimento, Isaac verrà inghiottito da esso e per uscire dovrà distruggerlo dall'interno uccidendo i diversi Nest nel suo ventre.
- Nest: presente solo durante le fasi a gravità zero, consiste in tre tentacoli che lanciano mine verso il giocatore.
- Component: negli episodi precedenti era parte del Divider (la sua testa), ora agisce da solo e svolge il compito dell'Infector assieme agli Swarmer prendendo possesso dei cadaveri. Se questi hanno armi da fuoco le rivolterà contro il giocatore, e se il corpo che usa viene danneggiato si scaglierà su un altro cadavere o sul giocatore stesso.
- Leviatano: tentacoli giganti introdotti nel primo episodio e riutilizzati in questo, cercheranno di sbarrare il passo e spiaccicare al terreno chi cerca di passare. Ora sono vulnerabili alla stasi.
- Hunter: nemico presente sin dal primo episodio (nel secondo capitolo compare con il nome di Ubermorph). È capace di rigenerare all'infinito gli arti rimossi. Questa volta Isaac dovrà affrontarne anche più di uno alla volta. L'unico momento del gioco in cui si riuscirà ad eliminarli sarà tramite un cannone su una delle navi delle colonie sovrane, la Terra Nova. Rispetto ai capitoli precedenti, in Dead Space 3 i necromorfi rigeneratori non possono essere uccisi in alcun modo, se non in un particolare momento del gioco a bordo della Terra Nova. Per tutte le altre situazioni, l'unica soluzione è fuggire in fretta.
- La bestia delle nevi: grande necromorfo simile ad un ragno, descritto però come un crostaceo, possiede tre tentacoli che si rigenerano, ma se distrutti lasceranno momentaneamente scoperto il vero punto debole della creatura: la sua bocca. Isaac si scontrerà più volte con il mostro poiché quest'ultimo fuggirà quando si trova in difficoltà. Riuscirà ad eliminarlo definitivamente grazie ad un paio di arpioni che lo "strapperanno" letteralmente in due.
- Medusa: necromorfo molto particolare che può essere incontrato solo nelle aree a gravità zero in volo accelerato. Non attacca direttamente il giocatore, a patto che non venga infastidito o ci si avvicini troppo. Come il Nest, lancia mine esplosive e attacca usando i suoi tentacoli.
- La Luna: boss finale del gioco, è lo stadio finale dell'evoluzione necromorfa di dimensioni planetarie. Isaac la sconfiggerà attivando la macchina aliena, che la farà schiantare su Tau Volantis. Attacca scagliando frammenti di pietra contenenti Slasher e Twitcher, e tenterà in varie occasioni di divorare Isaac e la macchina.
- Pack: piccolo e veloce necromorfo ottenuto da un bambino. È presente solo nelle allucinazioni di John Carver, e nel DLC Awakened.
- Leader del culto: appare solo nel DLC Awakened. È un cultista di Danik che diventa il capo degli unitologisti dopo la sua morte. Isaac lo affronterà sia nel mondo reale che nella sua mente, in quanto le Lune ne hanno fatto il loro portavoce definendolo "Il profeta". Il nemico che viene affrontato nelle illusioni di Isaac e Carver utilizza un segaossa per attaccare da vicino, può usare la stasi per rallentare il giocatore, può teletrasportarsi e non può essere ferito in alcun modo. Quando Isaac e Carver recuperano la stabilità mentale e si liberano dall'influenza delle Lune, troveranno il profeta agonizzante a terra e lo uccideranno definitivamente.

## Promozione
Il primo trailer è stato ufficialmente pubblicato il 4 giugno 2012 all'E3 2012. Il 22 gennaio è stata pubblicata la demo inerente al gioco.

## Accoglienza
| Testata                 | Versione     | Giudizio |
| ----------------------- | ------------ | -------- |
| Metacritic (28/07/2021) | Xbox 360     | 78/100   |
| Metacritic (28/07/2021) | PlayStation3 | 76/100   |
| Metacritic (28/07/2021) | PC           | 78/100   |

Dead Space 3 ha venduto circa 600 000 copie solo negli Stati Uniti diventando il gioco più venduto del mese di febbraio. Dopo circa un mese dall'uscita del gioco, più di un milione di copie sono state vendute nel mondo.
Le vendite però, se confrontate con quelle di Dead Space 2, sono in parte deludenti visto che il predecessore riuscì a vendere oltre 2 milioni di copie solo nella prima settimana.
Dead Space 3 non raggiunse quindi l'obiettivo di 5 milioni di copie (molto difficile, non raggiunto nemmeno da serie come Resident Evil) prefissato da EA, che si dichiarò comunque soddisfatta.